# Правила спідвею

## Таблиця заїздів

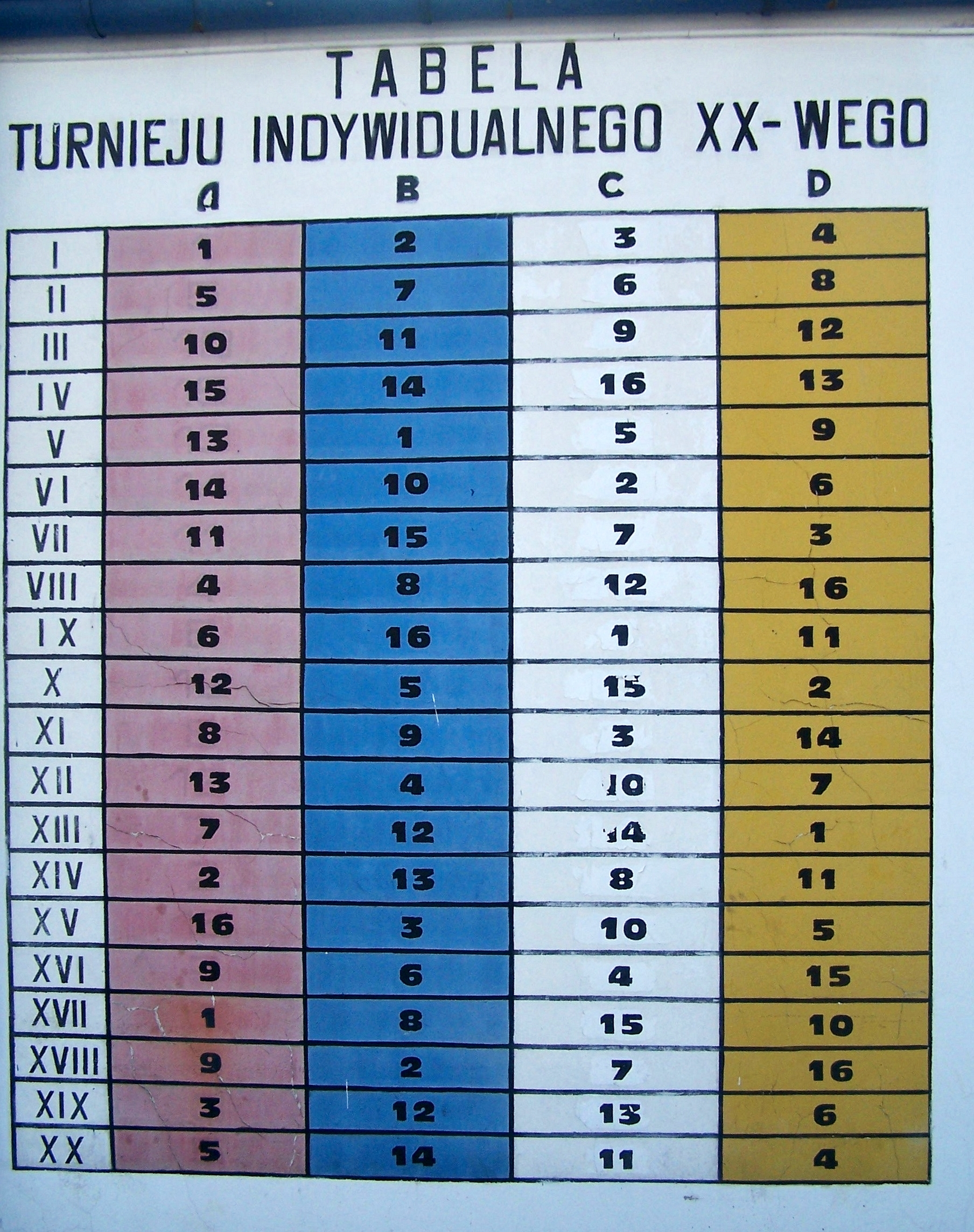
Таблиця, застосовуваниа під час індивідуального турніру - двадцять Заїздів

Спідвей можна віднести як і до індивідуальних, так і командних видів спорту. Змагання проводяться в різних формах - індивідуальні, парні або ж командні  з додаванням балів, набраних гравцями даної команди (у формі чотирьох-командного, п'яти-командного  матчів або одного матчу за участю двох команд). Який гонщик та коли буде їхати визначається на основі таблиці змагань. У класичному спідвеї учасник зазвичай отримує 3 бали за перемогу в гонці, 2 бали за друге місце і 1 бал за третє місце відповідно. Учасник, який прийшов до фінішу останнім або не завершив заїзд (незалежно від того, через дефект обладнання, виключення чи падіння) - не отримує бали.
В індивідуальних змаганнях кожен учасник зазвичай виступає на трасі чотири-п'ять разів, зустрічаючись із кожним іншим учасником один раз. Іноді також використовується таблиця, яка відповідає кубковій системі - результат кожного заїзду визначає склад наступних - найслабші вибувають, а найкращі в останньому заїзді зустрічаються у фіналі. За цими правилами в 1998–2004 роках проводилися турніри Гран-Прі.
Серед командних змагань виділяють матчі (за участю двох команд) і чотириматчі (чотири команди), рідше триматчі, п'ятиматчі тощо. У разі матчів за участю двох команд, у кожному заїзді беруть участь по два гонщики від кожної команди. Правила різняться від країни до країни - наприклад, данська ліга використовує 14-заїздну таблицю, а польська, шведська та англійська ліги використовують 15-заїзду.
Спідвей на довгих або трав'янистих трасах відрізняється від класичного спідвею за правилами, зазвичай, більшою кількістю учасників в одній гонці, іноді більшою кількістю кіл і відповідно зміненим кінцевим результатом.

## Розрахована середня кількість очок за матч
У польській лізі спідвею , за прикладом британського середнього CMA , у 1999-2002 та 2011-2013 роках діяв KSM (РСКОЗМ), тобто розраховане середнє значення матчу. Середнє значення було розраховано за формулою:
KSM (РСКОЗМ) учасника = середня кількість очок учасника за заїзд в попередньому сезоні, включаючи бонусні бали × 4.
KSM мала обмежити кількість найкращих спідвеїстів в одній команді, що, у свою чергу, мало вирівняти рівень польської ліги та усунути домінування обмеженої кількості клубів.

## Виключеня
Рефері може виключити гонщика в кількох випадках, строго визначених у регламенті. Кожне з винятків має традиційне позначення, внесене до програм змагань і звітів. Типи винятків включають:
- в/2м або в/час - пізній старт (перевищення дозволеного часу 2 хвилини з моменту включення оранжевого світла),
- w/u - призупинення гонки в результаті падіння,
- в/т або т - торкання стартової стрічки (після включення зеленого світла),
- в/сп - спричинення падіння другого учасника,
- в/дубл. - гонщик-лідер обганяє останнього гонщика, який перебуває ще на попередньому колі
- в/2x - перетин обома колесами внутрішнього краю колії,
- нерегульоване або некомплектне обладнання
- неспортивна поведінка.

Суддя одноосібно ухвалює рішення про вилучення. У разі, якщо за змаганнями спостерігають телевізійні камери, рефері має право перед тим, як ухвалити рішення, переглянути повтор даного випадку. Виключений учасник не може брати участь у перезаїзді - такий заїзд проводиться з неповним складом, а у випадку індивідуальних турнірів і в деяких лігах, резервний учасник може (в деяких випадках) замінити виключеного учасника.

## Зміни в складі заїздів
Під час матчів команд тренер зазвичай не має права робити вільні зміни (кожен за кожного) - існують спеціальні правила, що обмежують використання резерву. У польській Екстралізі у типовій ситуації існує лише можливість зробити зміну молодим гонщиком (віком до 21 року) який їде під номером 8 або 16 (резервний), максимум у п’яти заїздах. Лише в разі травми одного з лідерів команди, отриманої перед матчем, можливе застосуваня зміни іншим учаником команди (так звана заміна учасника ).
Щоб підвищити привабливість зустрічей, у більшості спідвейних ліг існують окремі, менш суворі правила щодо змін у разі великої різниці в очках між командами. У Польщі при втраті 6 очок у матчі тренер може використати резерву тактичну – будь-якого гравця може замінити будь-який гравець. У рамках тактичного резерву один гравець може виїхати лише один раз за матч. У деяких змаганнях (наприклад, у Британській лізі та на командних турнірах Кубка світу ) є т.зв золота резерва - очки учасника, якій їде з цієї резерви, зараховуються подвійно. У Великій Британії, крім того, учасник, який стартує з цього резерву, починає забіг на 15 метрів далі від інших. Залежно від правил даної лігі золота резерва може бути використаний командою, яка програє 6 або 10 очок. Спідвеїста, який їду як золота резерва, зазвичай називають Джокером.

## Спідвейний мотоцикл

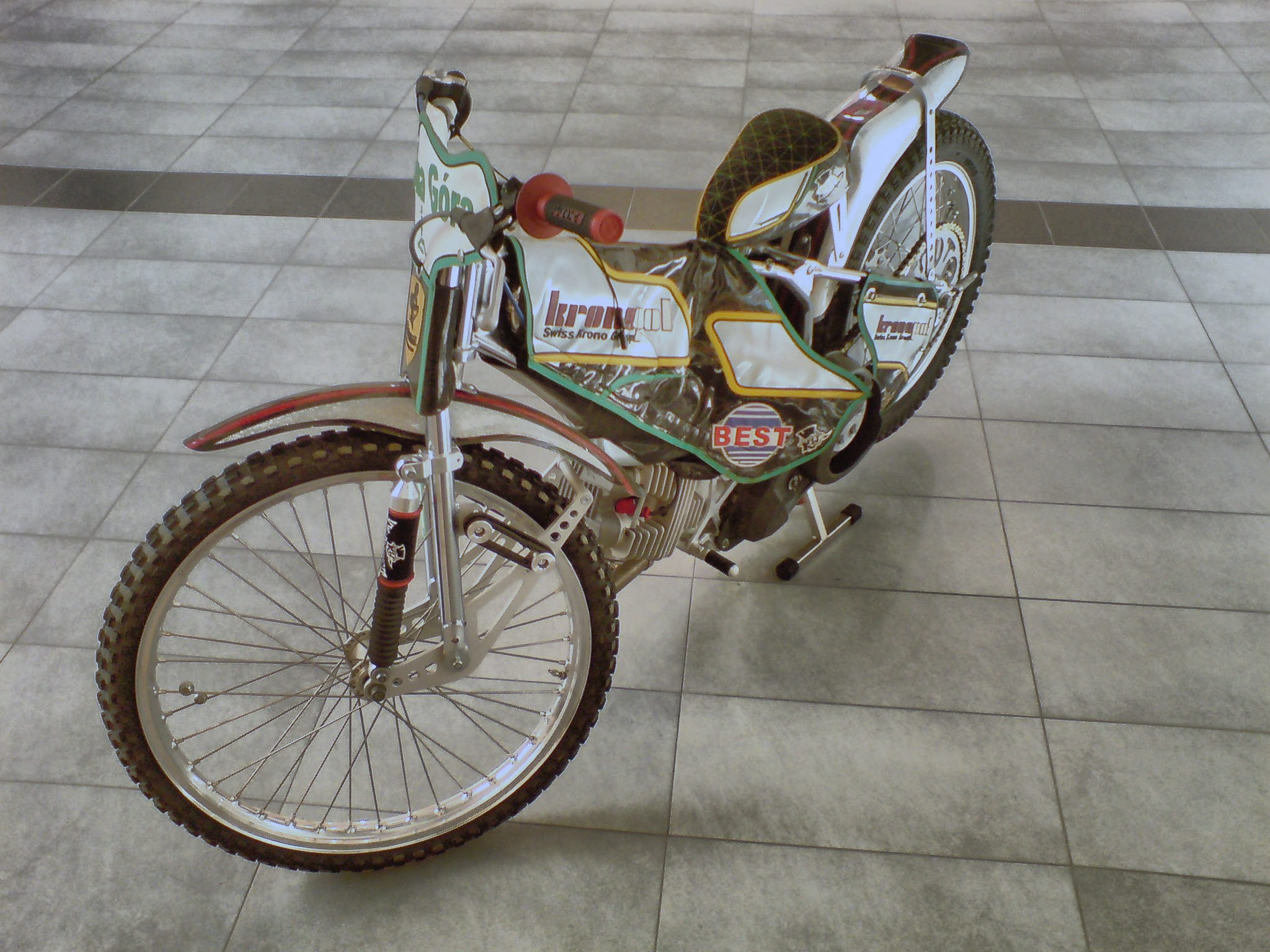
Спідвейний мотоцикл

В даний час мотоцикли, які використовуються на спідвеї, являють собою спеціальні конструкції, призначені тільки для гонок. У них немає коробки передач, гальм і будь-якого освітлення, вони конструктивно пристосовані для їзди ліворуч (правда, кермо повертається в обидві сторони) і долають повороти з керованим ковзанням. У класичному спідвеї двигуни мають об'єм до 500 см 3. Єдиним виробником мотоциклів є Jawa в чеському Дівішові, перш ніж використовувати новий двигун у перегонах, він, як правило, проходить тюнінг, який виконує лише невелика група фахівців, і якість їх обслуговування є важливим фактором, необхідним для успіху.

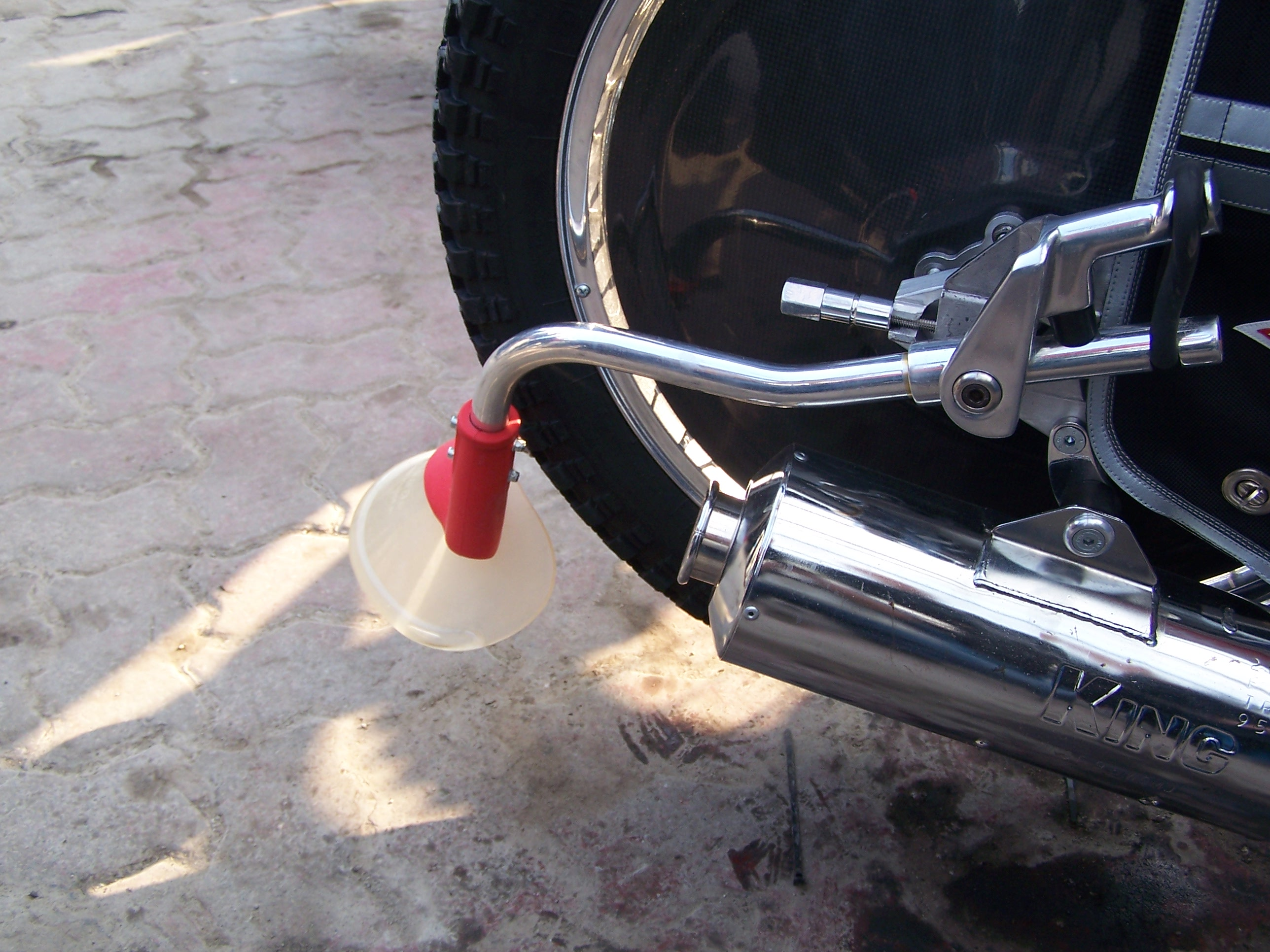
Дефлектор

Мотоцикли для спідвею також повинні відповідати критеріям, які є у регламенті змагань, зокрема:
- повинні мати вихлопну систему, яка відповідає нормам FIM, з обмеженням шуму до 98 дБ, оригінальна, без будь-яких змін чи покращень,
- у всіх змаганнях можна використовувати задні шини будь-якої марки та типу з дійсною Гомологацією FIM на відповідний рік; нагрівання або будь-які інші зміни не допускаються,
- не допускається ремонт легкосплавних кермових коліс зварюванням,
- дозволяється використовувати титан і його сплави в двигуні і шасі мотоцикла,
- до участі в змаганнях не допускаються мотоцикли, крім зазначених у заявці, поданій організатору змагань,
- вага мотоцикла не може бути менше 77 кг,
- У більшості змагань мотоцикл повинен бути оснащений дефлектором.

Мотоцикл, який не відповідає вищевказаним вимогам, не буде допущений до старту суддею змагань.

## Спідвейний трек

Схема траси спідвею: (1) старт/фініш, (2) напрямок руху, (3) лінія вимірювання довжини траси, (4) т.з. бордюр, (5) банда, (6) ширина повороту - мін. 14 м.

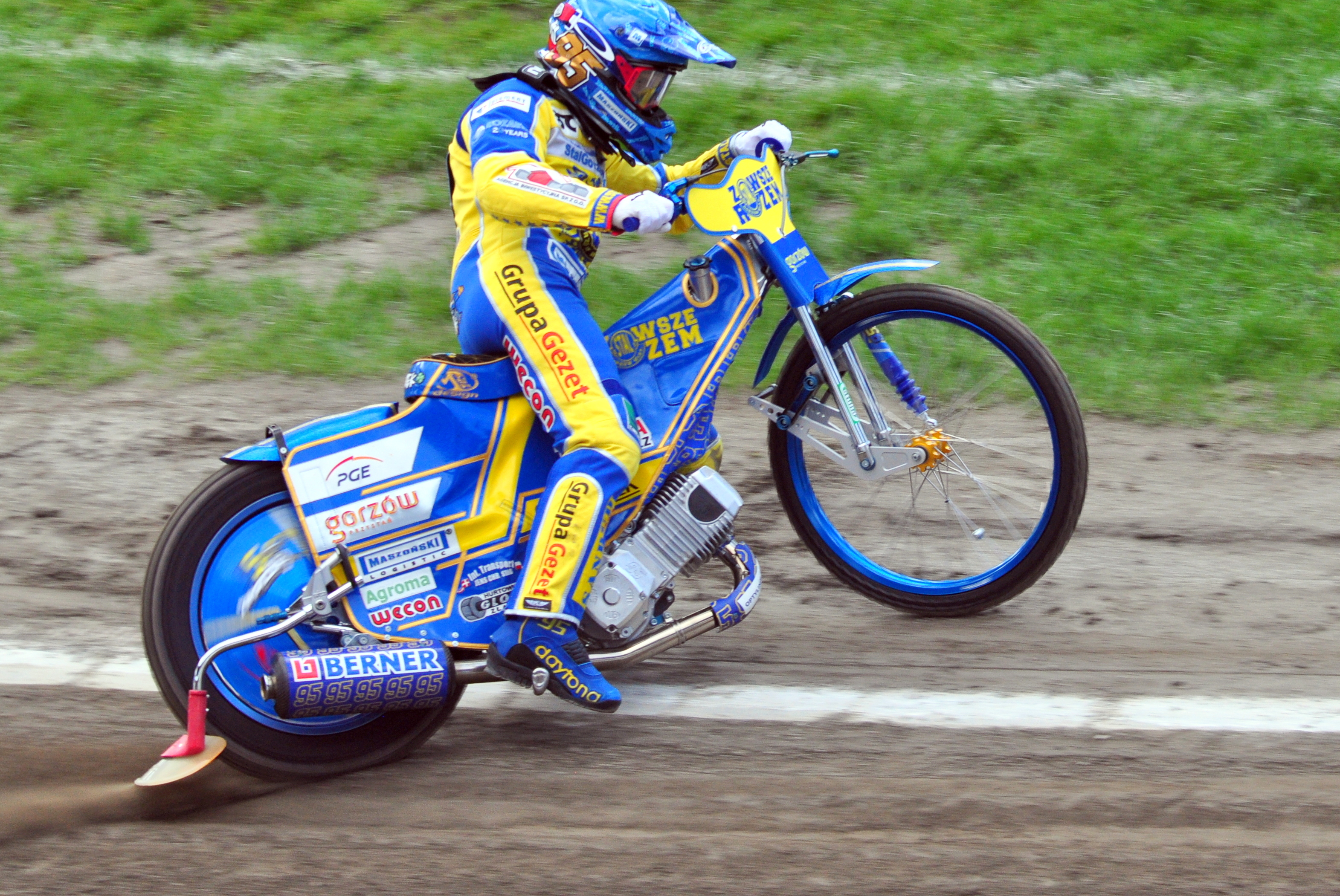
Внутрішній край спідвейної траси, т. зв бордюр, можна проїхати лише одним колесом

Спідвейні стадіони повинні відповідати вимогам регламенту FIM і мати схвалення національної федерації або FIM у разі організації міжнародних змагань. Більшість змагань зі спідвею проводяться на трасах побудованих для спідвею, але для деяких турнірів серії Гран-Прі готуються тимчасові траси на великих стадіонах, напр. Паркен у Копенгагені, Народовий у Варшаві чи стадіон Міленіум у Кардіффі.
Доріжка має бути рівною, овальної форми – але обов’язковими з двома прямими. Регламент визначає довжину траси, виміряну в одному метрі від внутрішнього краю, як 260-425 м для класичного і льодового спідвею, 426-1300 м для довгих трас і трав'яного спідвею і 120-200 м для міні-спідвею. Мінімальна ширина прямої для класичного спідвею  становить 10 м, а на віражі - 14 м. Поверхня доріжки повинна бути виконана з граніту, шлаку, гранульованої цегли або іншого сипучого матеріалу. Не дозволяється використовувати бетонні, цементні та інші тверді поверхні . В даний час найбільшою популярністю користуються гранітні поверхні, які майже повністю витіснили традиційні шлакові поверхні

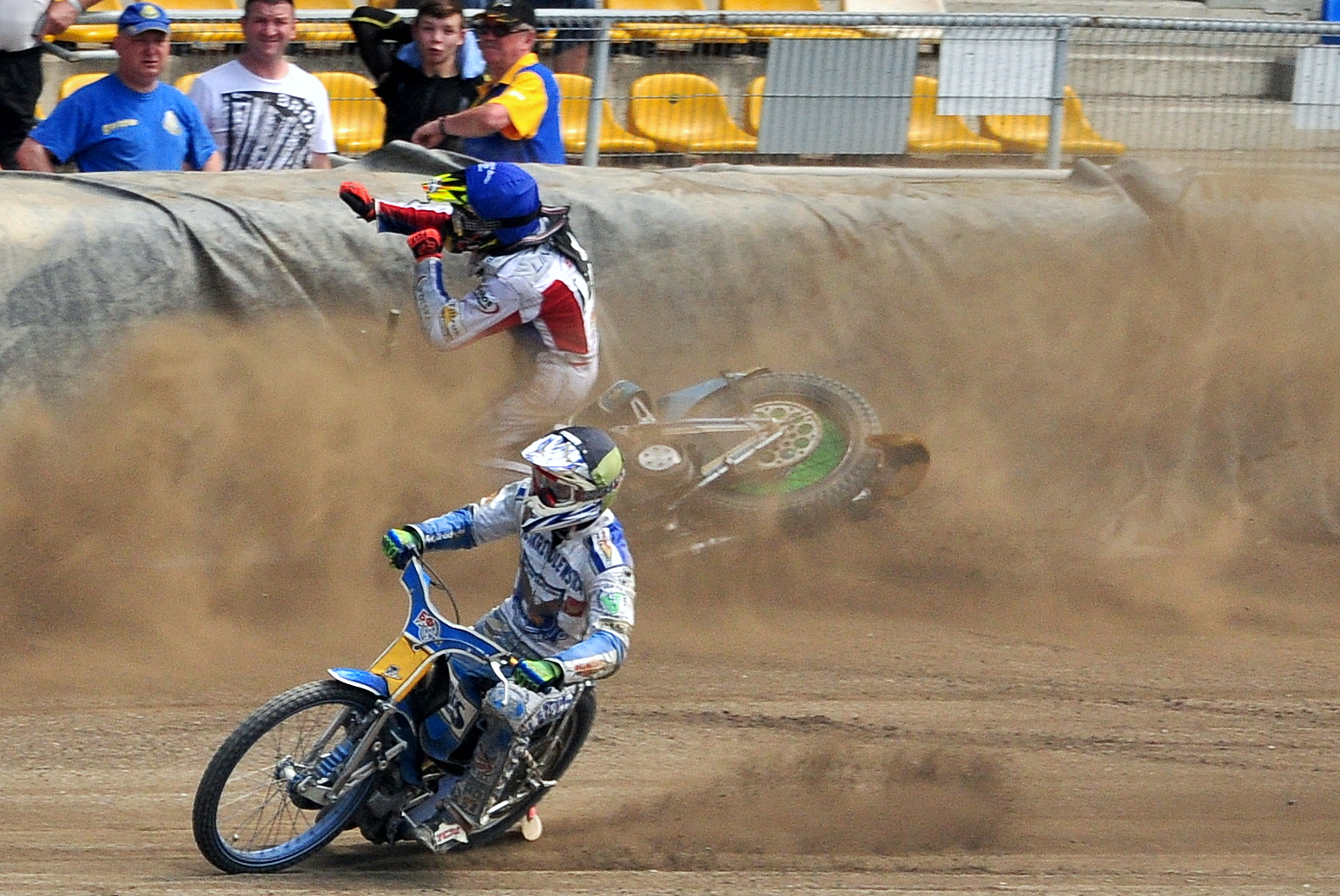
Учасник б'є по надувній банді на повній швидкості

Доріжка повинна бути обгороджена дерев'яною, гумовою, пластиковою або іншою бандою, яка повинна поглинати енергію удару. Правила FIM рекомендують використовувати надувні банди на віражах. Наразі вони є обов’язковими в британській лізі та в усіх польських лігах.
Посередині однієї з прямих розміщується стартова лінія, обладнана стартовою машиною, що піднімає стартову стрічку, яка керується рефері. Над трибунами біля лінії старту розташовується суддівська вежа. Крім того, поблизу доріжки повинен бути обладнаний належним чином  машинний парк, який використовується учасниками змагань для налаштування мотоциклу та відпочинку. На стадіоні також повинні бути приміщення для медичного обслуговування та преси.

## Хід змагань
Кожне змагання зі спідвею, незалежно від рангу та форми змагань (індивідуальне чи командне), проводиться за ідентичною схемою. змаганням передує трек-тест, тобто тренувальний заїзд, під час якої учасники можуть ознайомитися з умовами та покриттям траси в строго визначений час і порядок. Випробування на трасі дозволяють учасникам належним чином підготувати мотоцикл.
Після випробувань на треку представляють учасників змагань. Прийнято зачитувати стартовий лист, а потім усі учасники представляють себе вболівальникам, об’їжджаючи трасу пішки, на платформі або на мотоциклі.

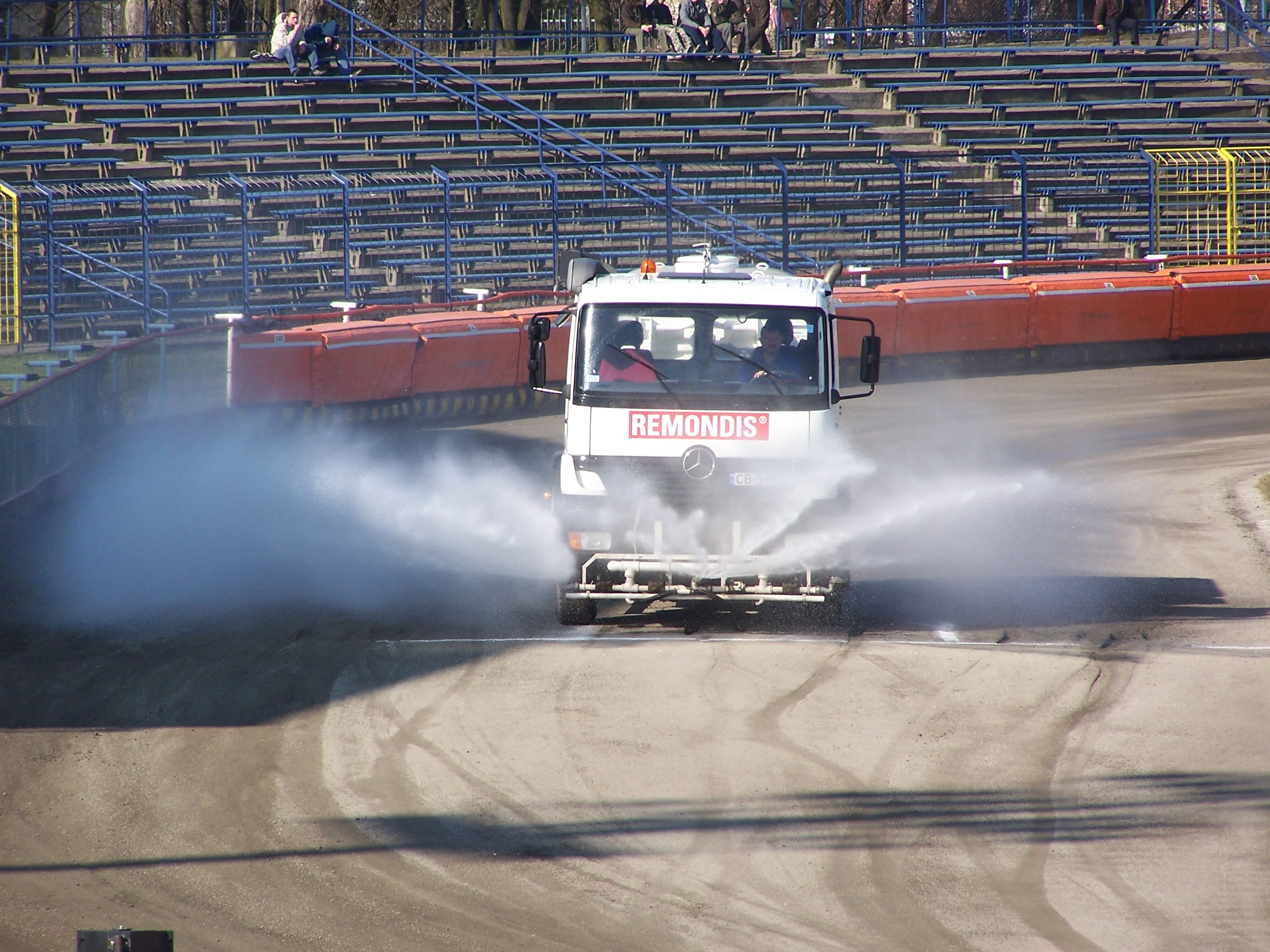
Поливальна машина на трасі в Бидгощі

Після презентації починається справжня частина змагань. Гонки проводяться серіями по 3-4 заїзди. Між кожним заїздом є кількахвилинна перерва для учасників, а між кожною серією трасу зазвичай вирівнюють тракторами. Призначення – вирівняти колії, що утворилися під час заїздів, і вирівняти поверхню. Періодичність рівняння траси визначається суддею змагань залежно від стану траси та погодних умов. Також з рівнянням, для зменшення пилу часто виконується поливання доріжок.
Рефері верішує коли стартова стрічка піде вгору, спостерігає за перебігом заїзду, приймає рішення про виключення та затверджує рахунок. Результати заїзду фіксуються в програмах матчів, які надаються вболівальникам організаторами (часто програма служить вхідним квитком на змагання, іноді її можна придбати окремо).
Хронометраж також ведеться під час заїздів на офіційних змаганнях. Час, необхідний для подолання чотирьох кіл у класичному спідвеї, становить 55-70 секунд. Окрім результатів, у звіт про заїзд зазвичай вноситься кращий час дня. Кожна траса має свій список рекордів.

## Заїзд
Перед початком заїзду суддя вмикає зелене світло на машинному парку для учасників, дозволяючи їм залишити машинний парк, і зазвичай включає помаранчеве світло разом із таймером. Учасники мають 2 хвилини, щоб вишикуватися в правильному порядку (згідно з таблицею ) на лінії старту. Будь-який учасник, який запізнився на старт, підлягає виключенню та не може бути замінений у командних змаганнях. Правильність розташування учасників перед лінією старту контролюється керівником старту, який зобов'язаний залишатися між гонщиками на лінії старту на початку гонки. Наказ на старт видає рефері, вмикаючи зелене світло (біля лінії старту). У цей момент учасники, утримуючи зчеплення, відкривають дросельну заслінку  за допомоги рукоятки газу, чекаючи, поки стрічка підніметься. Заїзд розпочинає рефері, який відпускає стартову стрічку, яка в більшості конструкцій утримується електромагнітами, за допомогою панелі в суддівській вежі. Як тільки стрічка піднімається, вони відпускають зчеплення і починають гонку. Характерний рух голів гонщиків у бік механізму який тримає стрічку, відразу після включення зеленого світла, пов'язаний з тим, що спостереження за моментом відпускання електромагнітів дозволяє швидше відпустити зчаплення і відповідно швидше стартувати. Чинні правила спідвейного спорту не дозволяють учаснику торкатися стрічки після включення «зеленого» світла (учасник буде виключений з заїзду). Попереднє торкання стрічки не має наслідків. В історії спідвею це правило неодноразово змінювалося.
Через кілька метрів, на т. зв першому повороті учасники зазвичай виправляють свою треєкторію вперше після старту, намагаючись вибрати оптимальний шлях  повороту. Це часто стає причиною контакту між гонщиками і, як наслідок, зіткнень і падінь, в яких важко визначити винуватця. Тому було введено положення, яке дозволяє рефері призначати повторення заїзду, не виключаючи жодного з учасників, якщо на першому повороті сталося падіння і неможливо чітко визначити винного. На будь-якому іншому етапі гонки рефері повинен вилучити учасника, який спричинив зупинку.
Якщо учасник не зміг завершити заїзд через інцидент на останньому колі, наприклад, падіння, фол, неспортивне чи небезпечне водіння іншим учасником, заїзд не повторюється. У такому випадку суддя виключає винного гонщика, нараховуючи бали гонщикам, які закінчили гонку до моменту зупинки, у тому порядку, в якому вони перетнули фінішну лінію, а іншим – відповідно за місцями, які вони займали на момент підіння/зіткнення, за винятком виключеного.
Оптимальна траєкторія залежить від багатьох факторів, зокрема від стану траси та її підготовки, погодних умов, геометрії траси та індивідуальних уподобань учасників. Як правило, учасники змагань долають дистанцію по траєкторії, що має форму кола – по внутрішній траєкторії на віражах і зовнішній на прямих.
На спідвеї учасники зазвичай їдуть чотири кола з стоячого старту, долаючи трасу завжди проти годинникової стрілки. У 1947-1956 роках під час змагань зі спідвею були також заїзди на 3, 4 і 5 кіл.
1. ↑  Normy dla Torów do Wyścigów Torowych, FIM (w tłumaczeniu PZM) (PDF). Архів оригіналу (PDF) за 28 вересня 2007. Процитовано 10 серпня 2023.